# Cnemaspis paripari
Espèce
Cnemaspis paripari est une espèce de geckos de la famille des Gekkonidae.

## Répartition
Cette espèce est endémique du Sarawak en Malaisie.

## Description
Cnemaspis paripari mesure, queue non comprise, jusqu'à 50,7 mm pour les mâles et jusqu'à  50,1 mm pour les femelles.

## Publication originale
- Grismer & Onn, 2009 : A new species of karst dwelling Cnemaspis Strauch 1887 (Squamata: Gekkonidae) from Sarawak, Borneo. Zootaxa, n. 2246, p. 21-31.